# バイロンベイ
バイロンベイ（Byron Bay）は、オーストラリアのニューサウスウェールズ州にある町。クイーンズランド州のゴールドコーストに近い観光地である。町は大陸最東端の岬の付け根に位置している。

## 概要
地名が付いたのは「バイロン岬」の方が先で、1770年に沖合を通過したジェームズ・クックが先輩航海士ジョン・バイロンを讃えて名付けた。1830年頃から岬の北側の湾に隣接して町が形成され始めた。初期の主要産業は林業と漁業で、捕鯨も行われた。海岸の砂は鉱物を含んでおり、砂金やモナズ石の採掘も小規模ながら行われた。
1960年代後半からサーファーが集まるようになり、ヒッピーの住民が増え始めた。1990年代に入るとオールタナティブツーリズムの波に乗り、ホテルや遊覧船などの観光産業が拡大した。安宿があり長期滞在するバックパッカーが多い。

## 観光
- バイロン岬：陸地から直接ホエールウォッチングできるポイントとして名高い。街から岬の先端まで約3kmの距離がある。

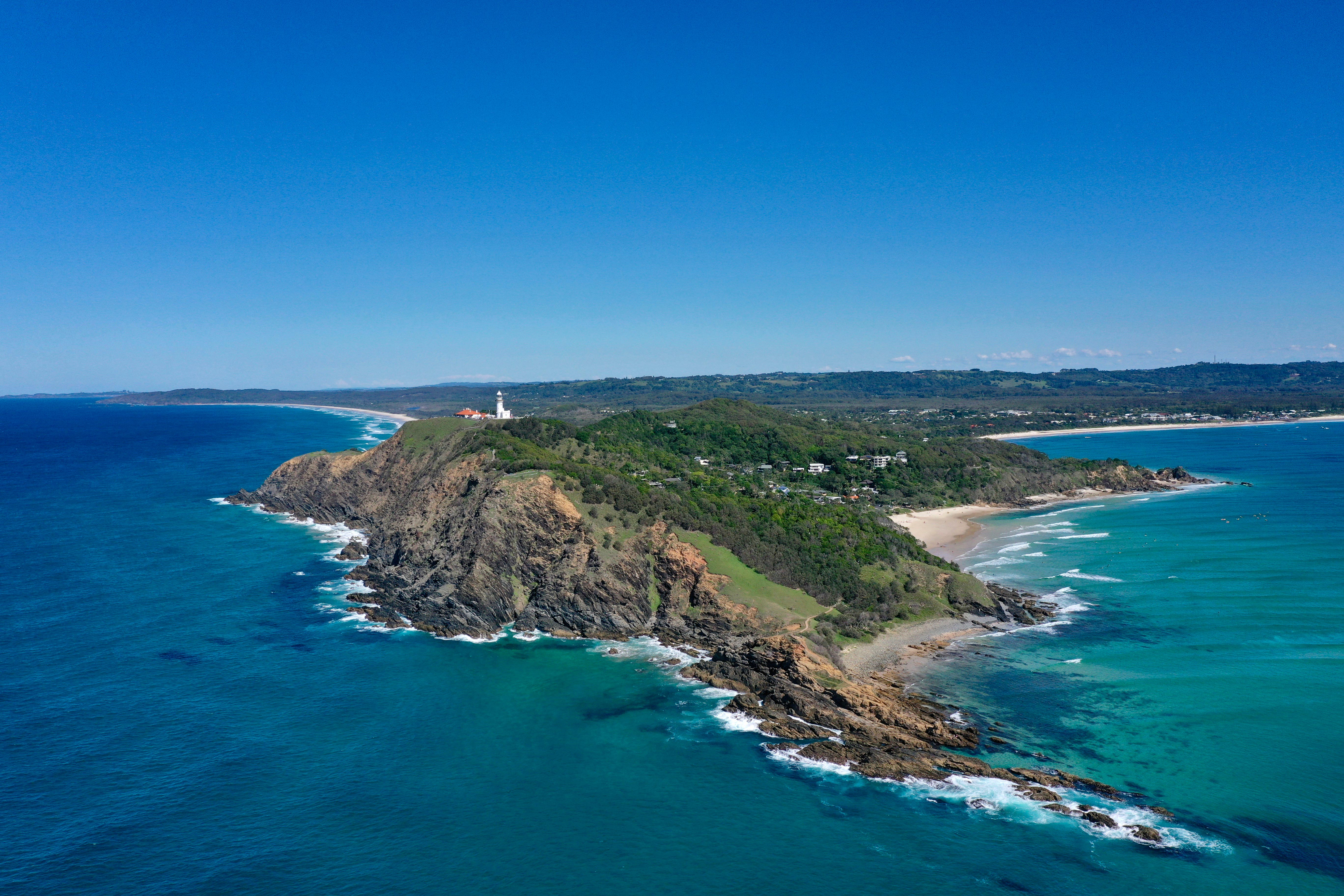
バイロン岬　バイロンベイは右奥